# Banu Amrus
Els Banu Amrús —àrab: بنو عمروس, Banū ʿAmrūs— foren una notable família muladí de la Marca Superior, descendents d'Amrús ibn Yússuf, cosí de Xabrit, fundador de la dinastia dels Banu Xabrit, més coneguda com a Banu t-Tawil.
La branca de la família d'Amrús, els Banu Amrús, van estar embolicats en la política de la Marca Superior. Yússuf va deixar tres fills, Úmar, Yússuf i Zakariyyà; el primer i el tercer van tenir dos fills cadascun. Un d'aquests, Amrús ibn Úmar ibn Amrús (en àrab عمروس بن عمر بن عمروس, ʿAmrūs b. ʿUmar b. ʿAmrūs) es va revoltar a Waixqa el 870, i va fer presoner el seu cosí Lubb ibn Zakariyyà ibn Amrús (en àrab لبّ بن زكريّا بن عمروس, Lubb b. Zakariyyā b. ʿAmrūs), matant a l'àmil Mussa ibn Galí (en àrab موسى بن قلند, Mūsà b. Qalind), aliant-se amb l'oncle patern de l'àmil, Garcia Ènnec de Pamplona; però poc després es va haver de sotmetre a Qúrtuba i fou nomenat governador de Tulàytula. Al mateix temps també van tenir activitat el seu germà Zakariyyà ibn Úmar, el seu oncle Zakariyyà ibn Amrús i el fill d'aquest Úmar ibn Zakariyyà. Massud ibn Amrús (en àrab مسعود بن عمروس, Masʿūd b. ʿAmrūs), fill d'Amrús ibn Úmar, fou el darrer de la família morint el 884 a mans dels seu parent Muhàmmad at-Tawil, de la branca familiar dels Banu Xabrit. Muhàmmad fou el continuador de la família Banu Xabrit, però el fundador de la part de família coneguda com a Banu t-Tawil que va governar principalment a Waixqa i Barbastre.

## Genealogia
|  | Banu Amrús   |
|  | Banu Xabrit  |
|  | Banu t-Tawil |

|                             |                             |                             |                             |                             |                             |                       |                       |                       |                       |                      |                      |                      |                      |        |        |                     |                     |                     |                     |                     |                     |                  |                  |                          |                          |                          |                          | X....h                   |                          |  |  |                       |                       |                       |                       |                       |                       |                |                |                   |                   |                   |                   |                   |                   |                  |                  |                    |                    |                    |                    |                     |                     |                     |                     |                     |                     |                    |                    |                    |                    |  |  |  |  |  |  |  |  |  |  |  |  |  |  |  |  |  |  |  |  |  |  |  |  |  |  |  |  |
|                             |                             |                             |                             |                             |                             |                       |                       |                       |                       |                      |                      |                      |                      |        |        |                     |                     |                     |                     |                     |                     |                  |                  |                          |                          |                          |                          |                          |                          |  |  |                       |                       |                       |                       |                       |                       |                |                |                   |                   |                   |                   |                   |                   |                  |                  |                    |                    |                    |                    |                     |                     |                     |                     |                     |                     |                    |                    |                    |                    |  |  |  |  |  |  |  |  |  |  |  |  |  |  |  |  |  |  |  |  |  |  |  |  |  |  |  |  |
|                             |                             |                             |                             |                             |                             |                       |                       |                       |                       |                      |                      |                      |                      |        |        |                     |                     |                     |                     |                     |                     |                  |                  |                          |                          |                          |                          |                          |                          |  |  |                       |                       |                       |                       |                       |                       |                |                |                   |                   |                   |                   |                   |                   |                  |                  |                    |                    |                    |                    |                     |                     |                     |                     |                     |                     |                    |                    |                    |                    |  |  |  |  |  |  |  |  |  |  |  |  |  |  |  |  |  |  |  |  |  |  |  |  |  |  |  |  |
|                             |                             |                             |                             |                             |                             |                       |                       |                       |                       |                      |                      | Raixid               | Raixid               | Raixid | Raixid | Raixid              | Raixid              |                     |                     |                     |                     |                  |                  |                          |                          |                          |                          |                          |                          |  |  |                       |                       |                       |                       |                       |                       |                |                |                   |                   |                   |                   | Yússuf            | Yússuf            | Yússuf           | Yússuf           | Yússuf             | Yússuf             |                    |                    |                     |                     |                     |                     |                     |                     |                    |                    |                    |                    |  |  |  |  |  |  |  |  |  |  |  |  |  |  |  |  |  |  |  |  |  |  |  |  |  |  |  |  |
|                             |                             |                             |                             |                             |                             |                       |                       |                       |                       |                      |                      | Raixid               | Raixid               | Raixid | Raixid | Raixid              | Raixid              |                     |                     |                     |                     |                  |                  |                          |                          |                          |                          |                          |                          |  |  |                       |                       |                       |                       |                       |                       |                |                |                   |                   |                   |                   | Yússuf            | Yússuf            | Yússuf           | Yússuf           | Yússuf             | Yússuf             |                    |                    |                     |                     |                     |                     |                     |                     |                    |                    |                    |                    |  |  |  |  |  |  |  |  |  |  |  |  |  |  |  |  |  |  |  |  |  |  |  |  |  |  |  |  |
|                             |                             |                             |                             |                             |                             |                       |                       |                       |                       |                      |                      | Xabrit               | Xabrit               | Xabrit | Xabrit | Xabrit              | Xabrit              |                     |                     |                     |                     |                  |                  |                          |                          |                          |                          |                          |                          |  |  |                       |                       |                       |                       |                       |                       |                |                |                   |                   |                   |                   | Amrús ibn Yússuf  | Amrús ibn Yússuf  | Amrús ibn Yússuf | Amrús ibn Yússuf | Amrús ibn Yússuf   | Amrús ibn Yússuf   |                    |                    |                     |                     |                     |                     |                     |                     |                    |                    |                    |                    |  |  |  |  |  |  |  |  |  |  |  |  |  |  |  |  |  |  |  |  |  |  |  |  |  |  |  |  |
|                             |                             |                             |                             |                             |                             |                       |                       |                       |                       |                      |                      | Xabrit               | Xabrit               | Xabrit | Xabrit | Xabrit              | Xabrit              |                     |                     |                     |                     |                  |                  |                          |                          |                          |                          |                          |                          |  |  |                       |                       |                       |                       |                       |                       |                |                |                   |                   |                   |                   | Amrús ibn Yússuf  | Amrús ibn Yússuf  | Amrús ibn Yússuf | Amrús ibn Yússuf | Amrús ibn Yússuf   | Amrús ibn Yússuf   |                    |                    |                     |                     |                     |                     |                     |                     |                    |                    |                    |                    |  |  |  |  |  |  |  |  |  |  |  |  |  |  |  |  |  |  |  |  |  |  |  |  |  |  |  |  |
|                             |                             |                             |                             |                             |                             |                       |                       |                       |                       |                      |                      |                      |                      |        |        |                     |                     |                     |                     |                     |                     |                  |                  |                          |                          |                          |                          |                          |                          |  |  |                       |                       |                       |                       |                       |                       |                |                |                   |                   |                   |                   |                   |                   |                  |                  |                    |                    |                    |                    |                     |                     |                     |                     |                     |                     |                    |                    |                    |                    |  |  |  |  |  |  |  |  |  |  |  |  |  |  |  |  |  |  |  |  |  |  |  |  |  |  |  |  |
|                             |                             |                             |                             | Abd-Al·lah ibn Xabrit       | Abd-Al·lah ibn Xabrit       | Abd-Al·lah ibn Xabrit | Abd-Al·lah ibn Xabrit | Abd-Al·lah ibn Xabrit | Abd-Al·lah ibn Xabrit |                      |                      |                      |                      |        |        |                     |                     |                     |                     | Mussa ibn Xabrit    | Mussa ibn Xabrit    | Mussa ibn Xabrit | Mussa ibn Xabrit | Mussa ibn Xabrit         | Mussa ibn Xabrit         |                          |                          |                          |                          |  |  |                       |                       |                       |                       | Úmar ibn Amrús        | Úmar ibn Amrús        | Úmar ibn Amrús | Úmar ibn Amrús | Úmar ibn Amrús    | Úmar ibn Amrús    |                   |                   | Yússuf ibn Amrús  | Yússuf ibn Amrús  | Yússuf ibn Amrús | Yússuf ibn Amrús | Yússuf ibn Amrús   | Yússuf ibn Amrús   |                    |                    | Zakariyyà ibn Amrús | Zakariyyà ibn Amrús | Zakariyyà ibn Amrús | Zakariyyà ibn Amrús | Zakariyyà ibn Amrús | Zakariyyà ibn Amrús |                    |                    |                    |                    |  |  |  |  |  |  |  |  |  |  |  |  |  |  |  |  |  |  |  |  |  |  |  |  |  |  |  |  |
|                             |                             |                             |                             | Abd-Al·lah ibn Xabrit       | Abd-Al·lah ibn Xabrit       | Abd-Al·lah ibn Xabrit | Abd-Al·lah ibn Xabrit | Abd-Al·lah ibn Xabrit | Abd-Al·lah ibn Xabrit |                      |                      |                      |                      |        |        |                     |                     |                     |                     | Mussa ibn Xabrit    | Mussa ibn Xabrit    | Mussa ibn Xabrit | Mussa ibn Xabrit | Mussa ibn Xabrit         | Mussa ibn Xabrit         |                          |                          |                          |                          |  |  |                       |                       |                       |                       | Úmar ibn Amrús        | Úmar ibn Amrús        | Úmar ibn Amrús | Úmar ibn Amrús | Úmar ibn Amrús    | Úmar ibn Amrús    |                   |                   | Yússuf ibn Amrús  | Yússuf ibn Amrús  | Yússuf ibn Amrús | Yússuf ibn Amrús | Yússuf ibn Amrús   | Yússuf ibn Amrús   |                    |                    | Zakariyyà ibn Amrús | Zakariyyà ibn Amrús | Zakariyyà ibn Amrús | Zakariyyà ibn Amrús | Zakariyyà ibn Amrús | Zakariyyà ibn Amrús |                    |                    |                    |                    |  |  |  |  |  |  |  |  |  |  |  |  |  |  |  |  |  |  |  |  |  |  |  |  |  |  |  |  |
|                             |                             |                             |                             |                             |                             |                       |                       |                       |                       |                      |                      |                      |                      |        |        |                     |                     |                     |                     |                     |                     |                  |                  |                          |                          |                          |                          |                          |                          |  |  |                       |                       |                       |                       |                       |                       |                |                |                   |                   |                   |                   |                   |                   |                  |                  |                    |                    |                    |                    |                     |                     |                     |                     |                     |                     |                    |                    |                    |                    |  |  |  |  |  |  |  |  |  |  |  |  |  |  |  |  |  |  |  |  |  |  |  |  |  |  |  |  |
| Abd-al-Màlik ibn Abd-Al·lah | Abd-al-Màlik ibn Abd-Al·lah | Abd-al-Màlik ibn Abd-Al·lah | Abd-al-Màlik ibn Abd-Al·lah | Abd-al-Màlik ibn Abd-Al·lah | Abd-al-Màlik ibn Abd-Al·lah |                       |                       | Walid ibn Abd-Al·lah  | Walid ibn Abd-Al·lah  | Walid ibn Abd-Al·lah | Walid ibn Abd-Al·lah | Walid ibn Abd-Al·lah | Walid ibn Abd-Al·lah |        |        |                     |                     |                     |                     | Issa ibn Mussa      | Issa ibn Mussa      | Issa ibn Mussa   | Issa ibn Mussa   | Issa ibn Mussa           | Issa ibn Mussa           |                          |                          |                          |                          |  |  | Zakariyyà ibn Úmar    | Zakariyyà ibn Úmar    | Zakariyyà ibn Úmar    | Zakariyyà ibn Úmar    | Zakariyyà ibn Úmar    | Zakariyyà ibn Úmar    |                |                | Amrús ibn Úmar    | Amrús ibn Úmar    | Amrús ibn Úmar    | Amrús ibn Úmar    | Amrús ibn Úmar    | Amrús ibn Úmar    |                  |                  | Úmar ibn Zakariyyà | Úmar ibn Zakariyyà | Úmar ibn Zakariyyà | Úmar ibn Zakariyyà | Úmar ibn Zakariyyà  | Úmar ibn Zakariyyà  |                     |                     | Lubb ibn Zakariyyà  | Lubb ibn Zakariyyà  | Lubb ibn Zakariyyà | Lubb ibn Zakariyyà | Lubb ibn Zakariyyà | Lubb ibn Zakariyyà |  |  |  |  |  |  |  |  |  |  |  |  |  |  |  |  |  |  |  |  |  |  |  |  |  |  |  |  |
| Abd-al-Màlik ibn Abd-Al·lah | Abd-al-Màlik ibn Abd-Al·lah | Abd-al-Màlik ibn Abd-Al·lah | Abd-al-Màlik ibn Abd-Al·lah | Abd-al-Màlik ibn Abd-Al·lah | Abd-al-Màlik ibn Abd-Al·lah |                       |                       | Walid ibn Abd-Al·lah  | Walid ibn Abd-Al·lah  | Walid ibn Abd-Al·lah | Walid ibn Abd-Al·lah | Walid ibn Abd-Al·lah | Walid ibn Abd-Al·lah |        |        |                     |                     |                     |                     | Issa ibn Mussa      | Issa ibn Mussa      | Issa ibn Mussa   | Issa ibn Mussa   | Issa ibn Mussa           | Issa ibn Mussa           |                          |                          |                          |                          |  |  | Zakariyyà ibn Úmar    | Zakariyyà ibn Úmar    | Zakariyyà ibn Úmar    | Zakariyyà ibn Úmar    | Zakariyyà ibn Úmar    | Zakariyyà ibn Úmar    |                |                | Amrús ibn Úmar    | Amrús ibn Úmar    | Amrús ibn Úmar    | Amrús ibn Úmar    | Amrús ibn Úmar    | Amrús ibn Úmar    |                  |                  | Úmar ibn Zakariyyà | Úmar ibn Zakariyyà | Úmar ibn Zakariyyà | Úmar ibn Zakariyyà | Úmar ibn Zakariyyà  | Úmar ibn Zakariyyà  |                     |                     | Lubb ibn Zakariyyà  | Lubb ibn Zakariyyà  | Lubb ibn Zakariyyà | Lubb ibn Zakariyyà | Lubb ibn Zakariyyà | Lubb ibn Zakariyyà |  |  |  |  |  |  |  |  |  |  |  |  |  |  |  |  |  |  |  |  |  |  |  |  |  |  |  |  |
|                             |                             |                             |                             |                             |                             |                       |                       |                       |                       |                      |                      |                      |                      |        |        |                     |                     |                     |                     |                     |                     |                  |                  |                          |                          |                          |                          |                          |                          |  |  |                       |                       |                       |                       |                       |                       |                |                |                   |                   |                   |                   |                   |                   |                  |                  |                    |                    |                    |                    |                     |                     |                     |                     |                     |                     |                    |                    |                    |                    |  |  |  |  |  |  |  |  |  |  |  |  |  |  |  |  |  |  |  |  |  |  |  |  |  |  |  |  |
| Muhàmmad at-Tawil           | Muhàmmad at-Tawil           | Muhàmmad at-Tawil           | Muhàmmad at-Tawil           | Muhàmmad at-Tawil           | Muhàmmad at-Tawil           |                       |                       | Muhàmmad ibn Walid    | Muhàmmad ibn Walid    | Muhàmmad ibn Walid   | Muhàmmad ibn Walid   | Muhàmmad ibn Walid   | Muhàmmad ibn Walid   |        |        | Zakariyyà ibn Issa  | Zakariyyà ibn Issa  | Zakariyyà ibn Issa  | Zakariyyà ibn Issa  | Zakariyyà ibn Issa  | Zakariyyà ibn Issa  |                  |                  | Àsbagh ibn Issa          | Àsbagh ibn Issa          | Àsbagh ibn Issa          | Àsbagh ibn Issa          | Àsbagh ibn Issa          | Àsbagh ibn Issa          |  |  | Abd-al-Màlik ibn Issa | Abd-al-Màlik ibn Issa | Abd-al-Màlik ibn Issa | Abd-al-Màlik ibn Issa | Abd-al-Màlik ibn Issa | Abd-al-Màlik ibn Issa |                |                | Massud ibn Amrús  | Massud ibn Amrús  | Massud ibn Amrús  | Massud ibn Amrús  | Massud ibn Amrús  | Massud ibn Amrús  |                  |                  |                    |                    |                    |                    |                     |                     |                     |                     |                     |                     |                    |                    |                    |                    |  |  |  |  |  |  |  |  |  |  |  |  |  |  |  |  |  |  |  |  |  |  |  |  |  |  |  |  |
| Muhàmmad at-Tawil           | Muhàmmad at-Tawil           | Muhàmmad at-Tawil           | Muhàmmad at-Tawil           | Muhàmmad at-Tawil           | Muhàmmad at-Tawil           |                       |                       | Muhàmmad ibn Walid    | Muhàmmad ibn Walid    | Muhàmmad ibn Walid   | Muhàmmad ibn Walid   | Muhàmmad ibn Walid   | Muhàmmad ibn Walid   |        |        | Zakariyyà ibn Issa  | Zakariyyà ibn Issa  | Zakariyyà ibn Issa  | Zakariyyà ibn Issa  | Zakariyyà ibn Issa  | Zakariyyà ibn Issa  |                  |                  | Àsbagh ibn Issa          | Àsbagh ibn Issa          | Àsbagh ibn Issa          | Àsbagh ibn Issa          | Àsbagh ibn Issa          | Àsbagh ibn Issa          |  |  | Abd-al-Màlik ibn Issa | Abd-al-Màlik ibn Issa | Abd-al-Màlik ibn Issa | Abd-al-Màlik ibn Issa | Abd-al-Màlik ibn Issa | Abd-al-Màlik ibn Issa |                |                | Massud ibn Amrús  | Massud ibn Amrús  | Massud ibn Amrús  | Massud ibn Amrús  | Massud ibn Amrús  | Massud ibn Amrús  |                  |                  |                    |                    |                    |                    |                     |                     |                     |                     |                     |                     |                    |                    |                    |                    |  |  |  |  |  |  |  |  |  |  |  |  |  |  |  |  |  |  |  |  |  |  |  |  |  |  |  |  |
|                             |                             |                             |                             |                             |                             |                       |                       |                       |                       |                      |                      |                      |                      |        |        |                     |                     |                     |                     |                     |                     |                  |                  |                          |                          |                          |                          |                          |                          |  |  |                       |                       |                       |                       |                       |                       |                |                |                   |                   |                   |                   |                   |                   |                  |                  |                    |                    |                    |                    |                     |                     |                     |                     |                     |                     |                    |                    |                    |                    |  |  |  |  |  |  |  |  |  |  |  |  |  |  |  |  |  |  |  |  |  |  |  |  |  |  |  |  |
| Abd-al-Màlik ibn at-Tawil   | Abd-al-Màlik ibn at-Tawil   | Abd-al-Màlik ibn at-Tawil   | Abd-al-Màlik ibn at-Tawil   | Abd-al-Màlik ibn at-Tawil   | Abd-al-Màlik ibn at-Tawil   |                       |                       | Amrús ibn at-Tawil    | Amrús ibn at-Tawil    | Amrús ibn at-Tawil   | Amrús ibn at-Tawil   | Amrús ibn at-Tawil   | Amrús ibn at-Tawil   |        |        | Furtun ibn at-Tawil | Furtun ibn at-Tawil | Furtun ibn at-Tawil | Furtun ibn at-Tawil | Furtun ibn at-Tawil | Furtun ibn at-Tawil |                  |                  | Mussa Asnar ibn at-Tawil | Mussa Asnar ibn at-Tawil | Mussa Asnar ibn at-Tawil | Mussa Asnar ibn at-Tawil | Mussa Asnar ibn at-Tawil | Mussa Asnar ibn at-Tawil |  |  | Yahya ibn at-Tawil    | Yahya ibn at-Tawil    | Yahya ibn at-Tawil    | Yahya ibn at-Tawil    | Yahya ibn at-Tawil    | Yahya ibn at-Tawil    |                |                | Lubb ibn at-Tawil | Lubb ibn at-Tawil | Lubb ibn at-Tawil | Lubb ibn at-Tawil | Lubb ibn at-Tawil | Lubb ibn at-Tawil |                  |                  | Walid ibn at-Tawil | Walid ibn at-Tawil | Walid ibn at-Tawil | Walid ibn at-Tawil | Walid ibn at-Tawil  | Walid ibn at-Tawil  |                     |                     |                     |                     |                    |                    |                    |                    |  |  |  |  |  |  |  |  |  |  |  |  |  |  |  |  |  |  |  |  |  |  |  |  |  |  |  |  |
| Abd-al-Màlik ibn at-Tawil   | Abd-al-Màlik ibn at-Tawil   | Abd-al-Màlik ibn at-Tawil   | Abd-al-Màlik ibn at-Tawil   | Abd-al-Màlik ibn at-Tawil   | Abd-al-Màlik ibn at-Tawil   |                       |                       | Amrús ibn at-Tawil    | Amrús ibn at-Tawil    | Amrús ibn at-Tawil   | Amrús ibn at-Tawil   | Amrús ibn at-Tawil   | Amrús ibn at-Tawil   |        |        | Furtun ibn at-Tawil | Furtun ibn at-Tawil | Furtun ibn at-Tawil | Furtun ibn at-Tawil | Furtun ibn at-Tawil | Furtun ibn at-Tawil |                  |                  | Mussa Asnar ibn at-Tawil | Mussa Asnar ibn at-Tawil | Mussa Asnar ibn at-Tawil | Mussa Asnar ibn at-Tawil | Mussa Asnar ibn at-Tawil | Mussa Asnar ibn at-Tawil |  |  | Yahya ibn at-Tawil    | Yahya ibn at-Tawil    | Yahya ibn at-Tawil    | Yahya ibn at-Tawil    | Yahya ibn at-Tawil    | Yahya ibn at-Tawil    |                |                | Lubb ibn at-Tawil | Lubb ibn at-Tawil | Lubb ibn at-Tawil | Lubb ibn at-Tawil | Lubb ibn at-Tawil | Lubb ibn at-Tawil |                  |                  | Walid ibn at-Tawil | Walid ibn at-Tawil | Walid ibn at-Tawil | Walid ibn at-Tawil | Walid ibn at-Tawil  | Walid ibn at-Tawil  |                     |                     |                     |                     |                    |                    |                    |                    |  |  |  |  |  |  |  |  |  |  |  |  |  |  |  |  |  |  |  |  |  |  |  |  |  |  |  |  |
|                             |                             |                             |                             |                             |                             |                       |                       |                       |                       |                      |                      |                      |                      |        |        |                     |                     |                     |                     |                     |                     |                  |                  | Abd-al-Màlik ibn Mussa   | Abd-al-Màlik ibn Mussa   | Abd-al-Màlik ibn Mussa   | Abd-al-Màlik ibn Mussa   | Abd-al-Màlik ibn Mussa   | Abd-al-Màlik ibn Mussa   |  |  |                       |                       |                       |                       |                       |                       |                |                | Yahya ibn Lubb    | Yahya ibn Lubb    | Yahya ibn Lubb    | Yahya ibn Lubb    | Yahya ibn Lubb    | Yahya ibn Lubb    |                  |                  |                    |                    |                    |                    |                     |                     |                     |                     |                     |                     |                    |                    |                    |                    |  |  |  |  |  |  |  |  |  |  |  |  |  |  |  |  |  |  |  |  |  |  |  |  |  |  |  |  |
|                             |                             |                             |                             |                             |                             |                       |                       |                       |                       |                      |                      |                      |                      |        |        |                     |                     |                     |                     |                     |                     |                  |                  | Abd-al-Màlik ibn Mussa   | Abd-al-Màlik ibn Mussa   | Abd-al-Màlik ibn Mussa   | Abd-al-Màlik ibn Mussa   | Abd-al-Màlik ibn Mussa   | Abd-al-Màlik ibn Mussa   |  |  |                       |                       |                       |                       |                       |                       |                |                | Yahya ibn Lubb    | Yahya ibn Lubb    | Yahya ibn Lubb    | Yahya ibn Lubb    | Yahya ibn Lubb    | Yahya ibn Lubb    |                  |                  |                    |                    |                    |                    |                     |                     |                     |                     |                     |                     |                    |                    |                    |                    |  |  |  |  |  |  |  |  |  |  |  |  |  |  |  |  |  |  |  |  |  |  |  |  |  |  |  |  |
|                             |                             |                             |                             |                             |                             |                       |                       |                       |                       |                      |                      |                      |                      |        |        |                     |                     |                     |                     |                     |                     |                  |                  | Walid ibn Abd-al-Màlik   |                          |                          |                          |                          |                          |  |  |                       |                       |                       |                       |                       |                       |                |                |                   |                   |                   |                   |                   |                   |                  |                  |                    |                    |                    |                    |                     |                     |                     |                     |                     |                     |                    |                    |                    |                    |  |  |  |  |  |  |  |  |  |  |  |  |  |  |  |  |  |  |  |  |  |  |  |  |  |  |  |  |